# 森特尼爾鎮區 (愛荷華州萊昂縣)
森特尼爾鎮區（英語：Centennial Township）是位於美國愛荷華州萊昂縣的一個行政鎮區。

## 地方資料
根據2010年美國人口普查的數據，森特尼爾鎮區的面積為73.52平方千米，當中陸地面積為73.26平方千米，而水域面積為0.26平方千米。當地共有人口232人，而人口密度為每平方千米3.16人。